# Simone Pillon
Simone Pillon (Brescia, 1º giugno 1971) è un politico italiano, senatore della Repubblica dal 23 marzo 2018 al 12 ottobre 2022 per la Lega per Salvini Premier.

## Biografia
Nato a Brescia, vive a Corciano (Perugia); è sposato e ha tre figli. Si è laureato in giurisprudenza presso l'Università degli Studi di Parma, e nel 1997 ha svolto il servizio militare negli Alpini.
Ha insegnato diritto ed economia presso il Liceo Pedagogico “Maddalena di Canossa” di Brescia e ha conseguito l'abilitazione alla professione forense nel 2000. Dal 2013 lavora anche come avvocato cassazionista.
Cattolico conservatore e membro del Cammino neocatecumenale, rappresenta le istanze ultra-conservatrici in Senato. È stato consigliere nazionale del forum delle associazioni familiari fino al 2015 e membro della commissione adozioni internazionali presso la Presidenza del consiglio dei ministri fino al 2016, nonché direttore del consultorio familiare “La Dimora” di Perugia.
È uno degli organizzatori dei tre “Family Day” (nel 2007, nel 2015 e nel 2016) eventi realizzati da associazioni ed enti religiosi in opposizione all'estensione di determinati diritti alle coppie omosessuali. Dal 2015 al 2018 ha fatto parte del direttivo della Fondazione Novae Terrae, che ha ricevuto donazioni da alcune società estere, soprattutto russo-azere, con fondi che utilizza per finanziare campagne contro aborto e divorzio. La fondazione è al centro di diverse inchieste giornalistiche e giudiziarie.
Nella sua attività di avvocato segue prevalentemente il diritto penale e il diritto di famiglia.

## Attività politica

### Elezione a senatore
Alle elezioni politiche del 2018 viene eletto al Senato della Repubblica, nelle liste della Lega nella circoscrizione Lombardia. Dal giugno 2018 è stato capogruppo della Lega in Commissione Giustizia a Palazzo Madama. Dal giugno 2018 al settembre 2019 è stato anche capogruppo per la Lega nella Giunta per le elezioni e le autorizzazioni a procedere del Senato. Il 15 novembre 2018 viene nominato vicepresidente della Commissione Infanzia e adolescenza.
Alle elezioni politiche anticipate del 2022 viene candidato alla Camera dei deputati in seconda posizione nel collegio plurinominale Umbria - 01 non risultando eletto.

### Posizioni politiche
Pillon persegue una politica che porti ad avere un numero di aborti pari a zero, con la modifica della legge 194 in somiglianza alla legge dell'Argentina che consente l'aborto soltanto in caso di pericolo di vita per la madre o violenza sessuale.
È favorevole a politiche per il sostegno della natalità e per combattere il calo demografico.
Ritiene necessario impedire pratiche come la surrogazione di maternità o la donazione di gameti umani in quanto rappresentano uno sfruttamento della donna.
Sostiene il diritto del paziente a ricevere cura e assistenza in ogni situazione, professandosi contrario all'accanimento terapeutico ma altresì contrario all'eutanasia.
Nel 2018 ha presentato un esposto alla magistratura per la morte di Alfie Evans.
Nel giugno 2020 propone l'introduzione di un controllo parentale preinstallato per le connessioni Internet dall'Italia, disattivabile solo dal titolare della connessione, per evitare l'accesso a contenuti violenti o pornografici da parte dei minori.

### Ddl Pillon sull'affido condiviso
Pillon ha presentato un disegno di legge sull'affido condiviso che introduce la mediazione obbligatoria nelle separazioni in presenza di figli minori, tempi paritetici con obbligo di collocazione del minore presso entrambi i genitori e il mantenimento diretto con abolizione dell'assegno di mantenimento per il figlio.
Tale proposta di legge ha ricevuto molte critiche da parte di partiti d'opposizione, di numerosi esperti, dell'Ordine nazionale degli psicologi nonché di molte associazioni che hanno rilevato come essa non tenesse conto né della difficile situazione di molte madri separate né dell'interesse dei figli. Il ddl, che non è stato approvato, ha però ricevuto l'approvazione di associazioni di padri separati. 
Il ddl aveva impensierito anche l'ONU, che aveva espresso forte preoccupazione per la tutela di donne e bambini, oltre che per l'incompatibilità con la Convenzione di Istanbul, indirizzando una lettera al governo italiano.

## Posizioni personali e reazioni

### Complottismo, satanismo e stregoneria
Crede nella veridicità della teoria del complotto sull'ideologia gender, posizione secondo la quale nelle scuole italiane viene compiuto indottrinamento ideologico su questo tema.
Afferma inoltre che esiste una lobby gay (cospirazione che vedrebbe le persone LGBT associarsi con lo scopo di rovesciare "l'ordine morale") e che essa punti al reclutamento omosessuale (panico morale nato negli anni 1970).
Poco dopo la sua elezione a senatore sostiene che nelle scuole di Brescia venga insegnata agli alunni la stregoneria riferendosi a un progetto promosso dalla biblioteca civica e finanziato dal Comune, sulle fiabe e i racconti del mondo dove venivano trattate anche le streghe.
Dopo la serata finale di Sanremo 2019, a seguito di una critica mossa dall'esorcista don Aldo Bonaiuti ha criticato uno sketch comico della conduttrice Virginia Raffaele accusandola di "invocare il maligno di fronte a un pubblico di milioni di italiani".
Nel 2019 sostiene che la fontana di Vergato opera di Luigi Ontani sarebbe "satanista", chiedendone la distruzione con una "colata di cemento".

### Accuse di sessismo e omofobia
Pillon è stato accusato più volte di omofobia, anche a causa delle sue prese di posizione contro il ddl Zan, la sua partecipazione al Family Day, le sue convinzioni riguardo alla teoria del gender e alla lobby gay.
Nel 2021 è stato accusato di "sessismo" dopo aver dichiarato che "le femmine hanno maggiore propensione per le materie legate all'accudimento mentre i maschi sono più portati per le materie tecniche", dopo che un'università di Bari aveva deciso di ridurre le tasse scolastiche in alcuni corsi per incentivare l'iscrizione delle studentesse. Ha anche accusato l'università di essere cultrice dell'ideologia gender.

### Censure
Con l'uscita di Lightyear - La vera storia di Buzz, Pillon ha attaccato il film a causa della presenza della relazione lesbica tra Alisha e Kiko, invitando il pubblico a non guardarlo.
Il 25 giugno 2024 ha dichiarato su X a proposito dello spot pubblicitario realizzato in occasione del mese del Pride e trasmesso in vista degli Europei di Calcio 2024: "Non riprodurrò il disgustoso spot di un'immobiliare che per il #pride spara in prima serata le pomiciate gay. A quell'ora però davanti alla TV ci sono i bambini, che hanno il diritto di crescere senza frociaggine #LGBT. Ecco perchè segnalerò lo spot alle autorità preposte". Nel video due ragazzi si baciano per festeggiare un gol. Il suo post è stato cancellato per linguaggio dannoso e offensivo. Pillon ha contestato Elon Musk per non aver tolto le censure dalla piattaforma.

## Procedimenti giudiziari

### Diffamazione circolo Omphalos
Ad aprile 2019 viene condannato in primo grado, dal Tribunale di Perugia, per il reato di diffamazione nei confronti del circolo LGBT Omphalos di Perugia, affiliato ad Arcigay e del suo responsabile dell'area giovanile.
Oltre alla sanzione penale, corrispondente ad una multa di 1.500 euro, è stato condannato a corrispondere la somma di trentamila euro a titolo di provvisionale per il risarcimento danni. Alla sospensione della pena è stato subordinato il pagamento dei danni. Le parti civili erano assistite dagli avvocati di Rete Lenford.
Durante una serie di incontri ad Assisi, a San Marino e ad Ascoli Piceno, Pillon aveva detto che i volantini informativi contro omofobia e bullismo distribuiti dall'associazione Omphalos durante un'assemblea di istituto di una scuola nel 2012 servivano a propagandare l'omosessualità e fossero un invito ad avere rapporti tra persone dello stesso sesso, inoltre aveva insinuato che l'associazione stessa distribuisse materiale pornografico.
Il 15 febbraio 2021 la Corte d'Appello di Perugia assolve Pillon dalle accuse a lui contestate perché "il fatto non costituisce reato". Il 29 aprile 2022 la Corte di Cassazione annulla tale assoluzione disponendo un nuovo processo. Il 12 dicembre 2022 la Corte d'Appello di Firenze proscioglie Pillon per intervenuta prescrizione per quanto concerne il reato di diffamazione, ma ripristina la sanzione a titolo provvisionale di trentamila euro disposta in primo grado; Pillon annuncia l'intenzione di ricorrere alla Corte Europea dei Diritti dell'Uomo.
A novembre 2023 la Corte di Cassazione rigetta il ricorso di Pillon e conferma la prescrizione del reato di diffamazione ai danni dell'associazione, confermando anche le statuizioni civili con una provvisionale esecutiva di diecimila euro per Omphalos e di altri diecimila per l'allora responsabile del settore giovanile e degli incontri contro il bullismo omofobico.

## Opere
- Le radici storico-filosofiche dell'indifferentismo sessuale: la grande menzogna delle tecnosofie e delle biopolitiche, La Manif Pour Tours Italia, 2014
- Ciò a cui non possiamo rinunciare: la famiglia nella Repubblica di San Marino, tra tradizione e novazioni (con Tania Ercolani e Luca Iannaccone), Il Cerchio, 2016
- Manuale di resistenza al pensiero unico. Dal gender al transumanesimo, nota di Vittorio Sgarbi, con una poesia inedita di Davide Rondoni, Giubilei Regnani, 2022